# Lupicínio Rodrigues
Lupicínio Rodrigues, né le 16 septembre 1914 à Porto Alegre et mort le 27 août 1974 dans la même ville, est un chanteur et compositeur brésilien.

## Biographie
Lupicínio Rodrigues naît le 16 septembre 1914 dans un quartier pauvre de Porto Alegre appelé Ilhota. À l'âge de sept ans, il est inscrit au Colégio São Sebastião da Congregação dos Irmãos Maristas, où il a son premier contact avec la musique.
Ses chansons romantiques sont immortalisées par les voix d'interprètes tels que Francisco Alves, Elza Soares, Jamelão, Paulinho da Viola, Gal Costa, Marisa Monte et Gilberto Gil, entre autres.
Il compose de célèbres marchinhas de carnaval, inspirées par sa passion pour la bohème. 
Il meurt à l'âge de 59 ans dans sa ville natale le 27 août 1974.